# Ołena Terioszyna
Ołena Borisiwna Terioszyna (ukr. Олена Борисівна Терьошина; ros. Елена Борисовна Терёшина, Jelena Borisowna Tierioszyna; ur. 6 lutego 1959 w Kijowie) – ukraińska wioślarka reprezentująca ZSRR, srebrna medalistka olimpijska i wielokrotna medalistka mistrzostw świata.

## Kariera
Wystąpiła na igrzyskach olimpijskich w Moskwie w 1980, gdzie osada ZSRR w składzie: Olha Pywowarowa, Nina Umaneć, Nadija Pryszczepa, Walentina Żulina, Tetiana Stecenko, Ołena Terioszyna, Nina Preobrażenśka, Marija Paziun i sterniczka Nina Frołowa zdobyła srebrny medal w ósemkach. W wyścigu finałowym uplasowały się o 0,97 sekundy za osadą NRD i o 1,34 sekundy przed osadą Rumunii. Nie wystartowała na rozgrywanych cztery lata później igrzyskach olimpijskich w Los Angeles z uwagi na bojkot tych zawodów przez ZSRR. Brała za to udział w igrzyskach olimpijskich w Seulu w 1988, zajmując dziewiąte miejsce w czwórkach ze sternikiem. 
W ósemkach wywalczyła również złoto na mistrzostwach świata w Cambridge (1978), mistrzostwach świata w Bledzie (1979), mistrzostwach świata w Monachium (1981), mistrzostwach świata w Lucernie (1982), mistrzostwach świata w Duisburgu (1983), mistrzostwach świata w Hazewinkel (1985) i mistrzostwach świata w Nottingham (1986) oraz srebro mistrzostwach świata w Kopenhadze (1987). 